# West Bromwich
West Bromwich város az Egyesült Királyságban, Angliában, Birmingham nyugati elővárosainak fő ipari központja, a West Midlands grófságban. Lakossága 137 ezer fő volt 2001-ben.
A 18. század vége óta kőszenet bányásznak - ez volt az alapja az ipara gyors fejlődésének, amelybe ma a kőolajfinomítás és a vegyipar is beletartozik.

## Fordítás
Ez a szócikk részben vagy egészben  a   West Bromwich című német Wikipédia-szócikk fordításán alapul.  Az eredeti cikk szerkesztőit annak laptörténete sorolja fel. Ez a jelzés csupán a megfogalmazás eredetét és a szerzői jogokat jelzi, nem szolgál a cikkben szereplő információk forrásmegjelöléseként.